# Abarth Fiat 500
De Abarth Fiat 500 is een auto van Abarth. Abarth probeerde een Fiat 500 te tunen door de carburateur te vergroten en door de kleppen te verbeteren. De beste versie, genaamd SS, had in plaats van 21 pk van de gewone Fiat 500 40 pk en de topsnelheid was van 88 km/h naar 144 km/h gegaan. Na acht jaar stopte Abarth in 1971 met de productie van de Abarth Fiat 500.